# Уильям де Браоз, 1-й барон Брамбер
Уильям де Браоз (англ. William de Braose; ум. 1093/1096) — нормандский барон, сеньор де Бриуз и первый лорд Брамбера.

## Биография
Уильям де Браоз владел небольшим замком Бриуз в Нижней Нормандии. В 1066 году он принял участие в завоевательной кампании нормандского герцога Вильгельма Завоевателя в Англию и, вероятно, сражался при Гастингсе.
Около 1073 года Уильям де Браоз получил от короля Вильгельма обширные владения, в том числе один из рейпов Суссекса (здесь Браоз построил замок Брамбер и стал первым лордом Бармера), а также земли вокруг Уарема и Корфа в Дорсете, два имения в графстве Суррей, Сауткот в Беркшире и Даунтон в Уилтшире. В результате Уильям де Браоз стал одним из крупных новых баронов раннего нормандского периода в Англии.
Барон Уильям участвовал в военных кампаниях Вильгельма Завоевателя в Англии, Нормандии и французской провинции Мэн.
Он был набожным человеком, сделал крупные вклады в аббатство в Сен-Флоране в Сомюре, способствовал созданию монастырей близ Бамбера (Суссекс) и Бриуза (Нормандия).
Уильям де Браоз построил в Брамбере каменный замок, чтобы охранять стратегические важный порт Стейнинг (современный Западный Суссекс). Вскоре он вступил в пограничный спор с аббатством Фекан (Нижняя Нормандия), которое получило во владение от короля Вильгельма город Стейнинг. В 1086 году улаживанием этого спора вынужден был заняться сам король, который решил дело в пользу монахов. Браозу пришлось ограничить свои таможенные сборы с судов, шедших через Брамбре по реке Адуре, и отказаться от посягательств на владения аббатства.
Между 1093 и 1096 годами Уильям де Браоз скончался, ему наследовал сын Филипп.

## Семья и дети
Уильям де Браоз был женат на Эве де Буасси, от брака с которой у него был единственный сын Филилпп де Браоз (ум. в 1130-х), 2-й лорд Брамбер.